# 8. korpus (Avstro-Ogrska)
8. korpus (izvirno nemško 8. Korps) je bil korpus avstro-ogrske skupne vojske, ki je bil aktiven med prvo svetovno vojno.

## Zgodovina
Ob pričetku prve svetovne vojne je bil korpus zadolžen za področje Češke.
Naborni okraj korpusa je obsegal: Benešov, Beroun, Češke Budejovice, Cheb, Jindřichův Hradec, Plzen, Pisek in Prago.
Aprila 1918 je bil korpus preoblikovan v 1. generalno poveljstvo.

## Organizacija
April 1914
- 9. pehotna divizija
- 19. pehotna divizija
- 1. konjeniška brigada
- 8. poljskoartilerijska brigada
- 8. oskrbovalna divizija

## Poveljstvo
Poveljniki (Kommandanten)
- Georg von Thurn-Valsássina: november 1849 - junij 1850
- Johann Nobili: junij 1850 - avgust 1853
- Friderik Lihtenštajnski: avgust - oktober 1853
- August von Degenfeld-Schonburg: oktober 1853 - avgust 1858
- Andreas Melczer von Kellemes: avgust 1858 - april 1859
- Ludwig von Benedek: april - avgust 1859
- Karl von Thun-Hohenstein: avgust 1859 - oktober 1860
- nadvojvoda Albrecht Avstrijski: oktober 1860 - september 1862
- Karl Bigot de St. Quentin (v.d.): september 1862 - junij 1863

- ukinjen
- nadvojvoda Leopold Avstrijski: maj - junij 1866
- Josef Weber (v.d.): junij - julij 1866
- nadvojvoda Leopold Avstrijski: julij - september 1866

- ukinjen
- Josef Philippovic von Philippsberg: januar 1883 - avgust 1889
- Philipp von Grünne: september 1889 - april 1899
- Ludwig Fabini: april 1899 - marec 1904
- Hubert von Czibulka: marec 1904 - oktober 1908
- Adalbert von Koller: oktober 1908 - oktober 1912
- Artur Giesl von Gieslingen: oktober 1912 - september 1914
- Viktor von Scheuchenstuel: september 1914 - julij 1916
- Siegmund von Benigni in Müldenberg: julij 1916 - marec 1918
- Emmerich Hadfy von Livno: marec - april 1918

Načelniki štaba (Stabchefs)
- Wilhelm von Blumencron: november 1849 - avgust 1852
- Franz von John: avgust 1852 - april 1857
- Eduard von Litzelhofen: april 1857 - oktober 1859
- Trajan Doda: oktober 1859 - september 1860
- Gideon von Krismanic: september 1860 - april 1863

- ukinjen
- Karl Mainone von Mainsberg: maj - september 1866

- ukinjen
- Ludwig Fabini: januar 1883 - oktober 1886
- Hubert von Czibulka: oktober 1886 - oktober 1892
- Albert von Koller: oktober 1892 - januar 1896
- Artur Giesl von Gieslingen: januar 1896 - junij 1898
- Svetozar Borojević von Bojna: junij 1898 - februar 1904
- Rudolf Schmidt: februar 1904 - marec 1906
- Albert Schmidt von Georgenegg: marec 1906 - april 1909
- Wladislaw Stanoilovic von Stanogora: april 1909 - september 1912
- Alfred Redl: september 1912 - maj 1913
- Ludwig Sündermann: junij 1913 - julij 1916
- Maximilian von Pitreich:  julij 1916 - april 1918